# トロロ県

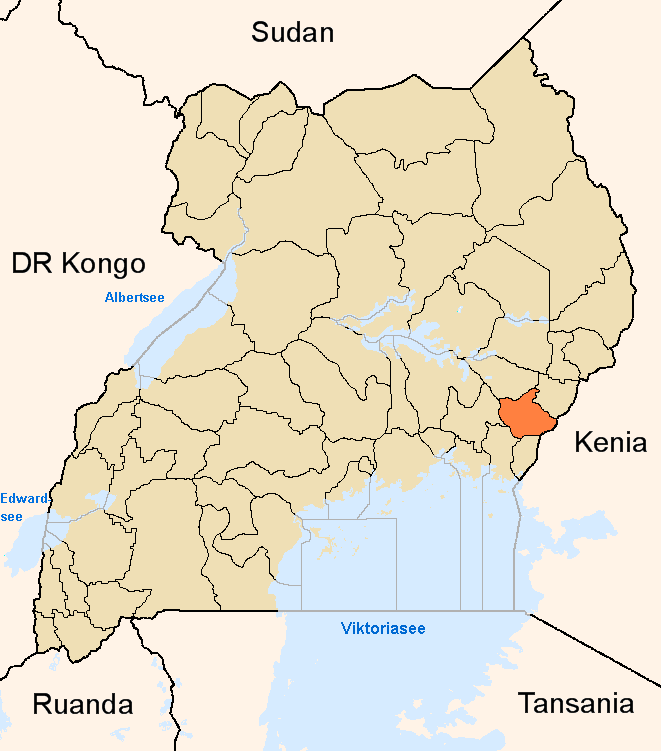
2001年から2005年のトロロ県

トロロ県 (トロロけん、Tororo District) はウガンダ南東部、ブケディ東部の県。

## 概要
ブケディ県の県庁所在地がトロロに移されてのち1979年にトロロ県に改名され、1991年に北部4郡がパリサ県に分割され、1997年3月に南部のブシア郡がブシア県に分割され、2005年7月に北部のブニョレ郡がブタレジャ県に分割された。知事に相当する第5地域議会 (LC5) 議長はエマニュエル・オスナ。郡と同格のトロロ市に東西2区とトロロ郡に15の計17の副郡に80の教区が置かれている。2002年の国勢調査人口のうち2005年以降のトロロ県分は 398,601人。トロロの南西6kmにはスクル鉱床群と呼ばれるカーボナタイトの鉱床があり、燐灰石、バデリアイト (baddeleyite) 、ドロマイト、針鉄鉱、赤鉄鉱、イルメナイト、磁鉄鉱、パイロクロア、石英、ショータイト (shortite) 、ジルコン等が確認されており、ウガンダ政府は投資を呼びかけている。
トロロには1998年に特にエイズ関連の女性とこどもへの支援を目的として設立されたウガンダ孤児農村開発計画の本部がある。

## 隣接する県
北東にブギスのムバレ県及びマナフワ県、南西にブソガのブギリ県、東にケニア西部州のテソ県と接する。
- ムバレ県
- マナフワ県
- ナミシンドワ県
- ブシア (カウンティ)
- ブシア県
- ブギリ県
- ブタレジャ県

## 脚註
1. ↑  Peter van Straaten, Uganda, pp.302-305, Rocks for Crops, ゲルフ大学, last updated Mar 10, 2008.
2. ↑  ウガンダへの投資、駐日ウガンダ大使館。
3. ↑  Apollo Jaramogi, The role of Uganda orphans Rural Development program (UORDP) in Enhancing Natural Resources and Livelihoods for Orphaned Children through community Based Natural Resource management in Tororo District Uganda The Centre for Community-Based Resource Management. Antigonish, Nova Scotia, Canada. 7 Nov. 2002.
4. ↑  Uganda Orphans Rural Development Program (UORDP) Archived 2010年6月13日, at the Wayback Machine.